# 雄風IIE型 (ミサイル)
雄風IIE（HF-2E、中: 雄風二E巡弋飛彈、英: Brave Wind IIE Cruise Missile）は、台湾の国家中山科学研究院（NCSIST）が開発した地対地巡航ミサイルである，開発コードは「雄昇計画」で、雄風II対艦ミサイルをベースとし、米国の巡航ミサイル「トマホーク」を参考にしている。研究開発に約330億台湾元を投資し、2010年からは「戟隼計画」の名で国防予算に計上されている。 

## 開発
台湾ディフェンスレビュー（TDR）によると、雄風IIE型（HF-2E）対地巡航ミサイルは、しばしば誤った報告がなされているが、雄風II型（HF-2）対艦ミサイルの派生型ではない。HF-2Eという名称の使用が、このような混乱の主な原因であり、このプロジェクトの本質である長距離攻撃型巡航ミサイルから注意を逸らすために行われた意図的な誤報である。HF-2Eは全く別の設計で、台湾軍ではアメリカ海軍のトマホーク（RGM-109）巡航ミサイルと同様の機能を果たすと言われている。その発射重量は、その固体ロケットブースターを含んで3,300-3,500ポンド（1,500-1,600kg）の範囲であると報告されている。基本的には軍事標的、特に防空射撃部隊や指揮統制施設などへの使用を想定して設計された戦術的対地巡航ミサイルであり、その弾頭サイズは比較的小さく、調達予定のミサイルの数はかなり限られていることから、これが「先制攻撃」兵器ではないことは明らかである。 
このプロジェクトは2001年に初めて発表された。2004年から2005年初頭にかけて台湾南東部の九鵬ミサイル地域で数回の試射を行った後、2005年にはベースラインの HF-2E（ブロック I）が運用評価（OPEVAL）を完了し、ミサイルは台湾南東部海岸の屏東-蘭嶼間を低空で飛行した。改良型HF-2Eミサイルは、2007年2月2日にCSISTが九鵬ミサイル地域で試験を行ったと報じられている。2017年には、ミサイルは海上目標に対する効果を高めるために大規模なアップグレードを受けた。 

## 説明
ベースラインの HF-2E ブロック I 対地巡航ミサイル（LACM）は、800 lbf (3.6 kN)の推力範囲と評価される、台湾の独自開発ターボファンエンジンを搭載していると言われている。これは、雄風II型 (HF-2) 対艦巡航ミサイルで使用されるマイクロターボ 078 ジェットエンジンの技術と経験を部分的にベースにCSISTによって開発された。標準的な一体型高性能弾頭1,000 lb (450 kg)級を搭載した場合、最大射程は700kmと言われている。他にもクラスター爆弾や強化標的貫通弾頭なども開発中とされる。また、TDRによると、既存のエンジンを改修し、ミサイルの制御・電子システムの再設計・縮小と組み合わせることで、CSISTはミサイルの内部空間・重量の制限を緩め、追加燃料が搭載可能となるとともに、射程が2,000km以上に伸長できたと報じられているが、他のバージョンは射程800kmのミサイルに過ぎないとの防衛ニュースの報道もあった。最終的な目標は、燃料効率とミッションの持続時間に優れた技術的に高度な台湾の動力装置を使用して、目標射程5,000キロ（3,100マイル）以上のミサイルを開発することであり、場合によってはより高度で軽量な小型弾頭の開発も考えられる。 
HF-2EブロックIミサイルは、全地球測位システム（GPS）とTERCOMの更新とともに慣性誘導を使用している。終末誘導には、赤外線ホーミング（赤外線画像）と自律型デジタル目標認識システムを使用する。IIR終末シーカーを用いて目標を捕捉し、最適な照準点を最終的に特定する。そして、目標画像を搭載誘導コンピュータ（DSMAC終末誘導）のメモリ内のデジタルファイルと比較する。HF-2E ブロック I ミサイルの巡航速度は、マッハ 0.75-0.85 (571-647 mph；919-1,041 km/h ) の高亜音速域である。ミサイルが敵地に接近すると、約15-30m（49-98フィート）の高度まで下降する。目標への最終接近時には、物理的な障壁を避けるために上昇し、その IIR シ ーカーが目標を捕捉して最適な狙撃点を特定した後、指定された着弾地点に落下するようにする。台湾ディフェンスレビューの報告書では、HF-2E ブロック I ミサイルは約 15m の精度を持つとされている。 

## 生産と実戦投入
HF-2EのブロックI量産型は2008年から2019年にかけて予算化され、コードネームは「戟隼計画」、計画費は340億台湾ドル以上、量産数量は245発であった。 
2017年、国防部参謀本部防空ミサイル司令部が空軍に改編されたため、予算書におけるコードネームは「飛戟1号」に変更され、2018年の予算では「飛戟2号」、2019年の予算では「飛戟3号」があり、現在もHF-2Eミサイルが量産されていることがわかる。そして、防空ミサイル司令部から空軍への再編成の際にも、一部の写真がFacebookに公開され、そこから推測するに、現在HF-2Eミサイルを使用している部隊は空軍防空ミサイル第791旅団と呼ばれていた。 
ブロックII以降の量産型は、NCSISTの改良によって射程が1000キロを超えたとされているが、技術的な詳細は一切明かされておらず、データの合理性は外部に知られていない。台湾空軍は量産型「戟隼」ミサイルのほか、「雄昇」ミサイルの改修にも予算を割いており、「雄昇計画」の試作ミサイルの一部はまだ現役だと思われる。 
2023年8月16日、メディアは屏東の九鵬基地で精密誘導弾薬発射演習中、暗闇の中でHF-2Eが離陸する写真を撮影した。 
HF-2Eは主に地上移動式発射装置で運用されている。その発射車両は、翼と制御フィンが格納された防護アルミボックス発射装置でミサイルを運んでおり、天弓シリーズの地対空ミサイルやHF-2海岸防衛ミサイルのトレーラー搭載型移動発射装置と概念的に似ている。この発射装置は通常、軍事施設の強化シェルターに設置され、警戒態勢時には事前に調査済の遠隔発射場に配備される。サウスチャイナ・モーニング・ポストは、HF-2Eが中国人民解放軍ロケット軍によって注意深く監視されていると報告している。 

## 一般的特性
- 主な機能：対地巡航ミサイル
- 推進装置：持続的な巡航飛行のための固体推進剤ロケットブースター、ターボジェットまたはターボファンエンジン[2]
- 射程：600-800 km[9]（基本型,A型）、1,000-1,200 km（增程型,B型）[4]
- 最大速度：マッハ 0.85
- 誘導：飛行中のウェイポイントとデジタル地図/地形照合で補正されたINSと商用GPS、終末誘導のための自律的な目標認識を備えた先進的赤外線イメージング（IIR）シーカー
- 打ち上げ重量： 3,000-3,500 lb (1,400-1,600 kg ) 固体ロケットブースターを含む[1]
- 精度：10 m 以内
- 弾頭： 通常単弾頭orクラスター弾頭
- 展開日：不明 - 2008年1月時点で公式の低率生産が承認されている。